# 沙田海

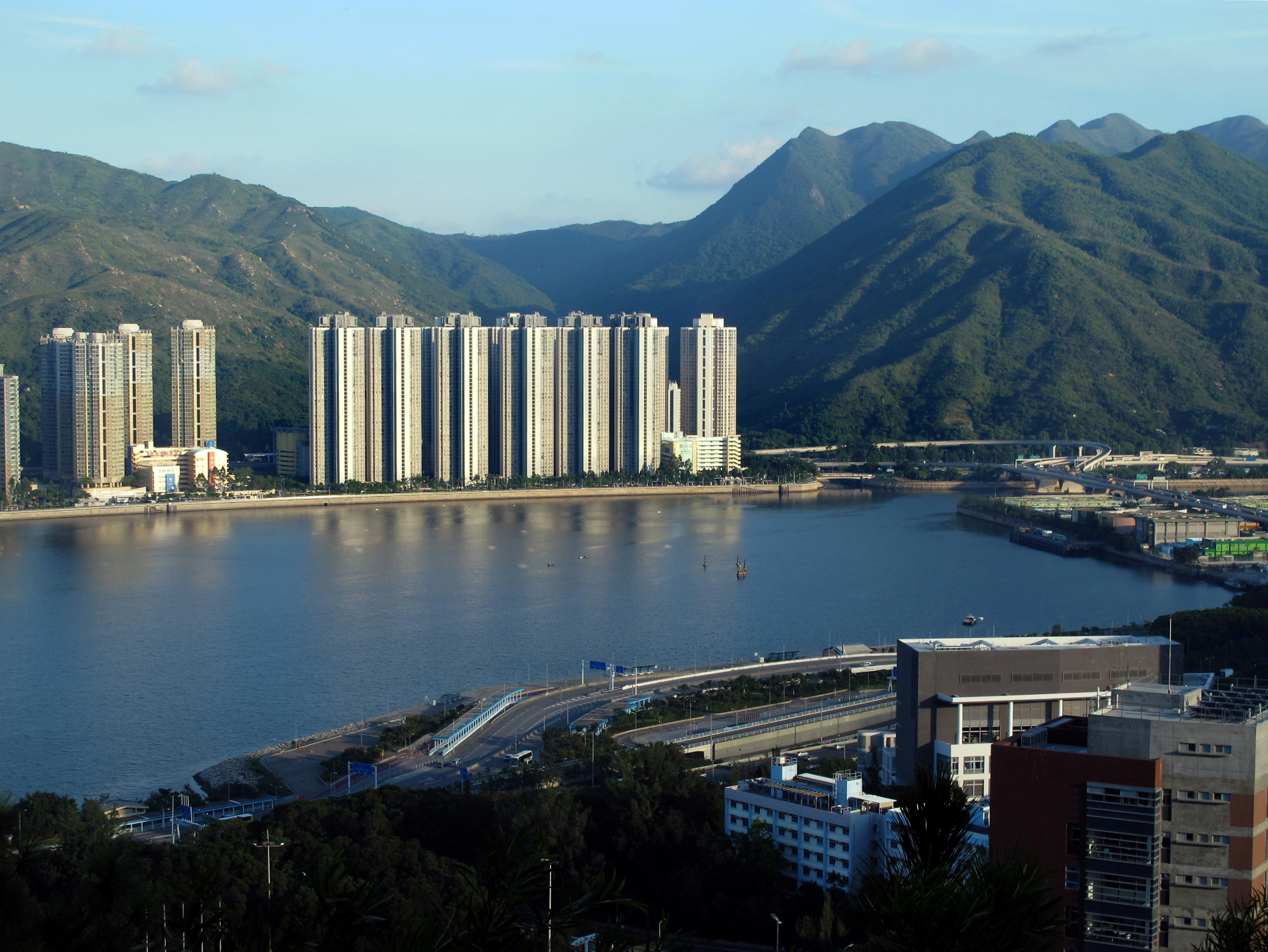
今日的沙田海出口

沙田海（英語：Sha Tin Hoi）是昔日香港新界沙田的一個喇叭形的狹長海灣。當時沙田海位於城門河的河口，連接吐露港。

## 歷史

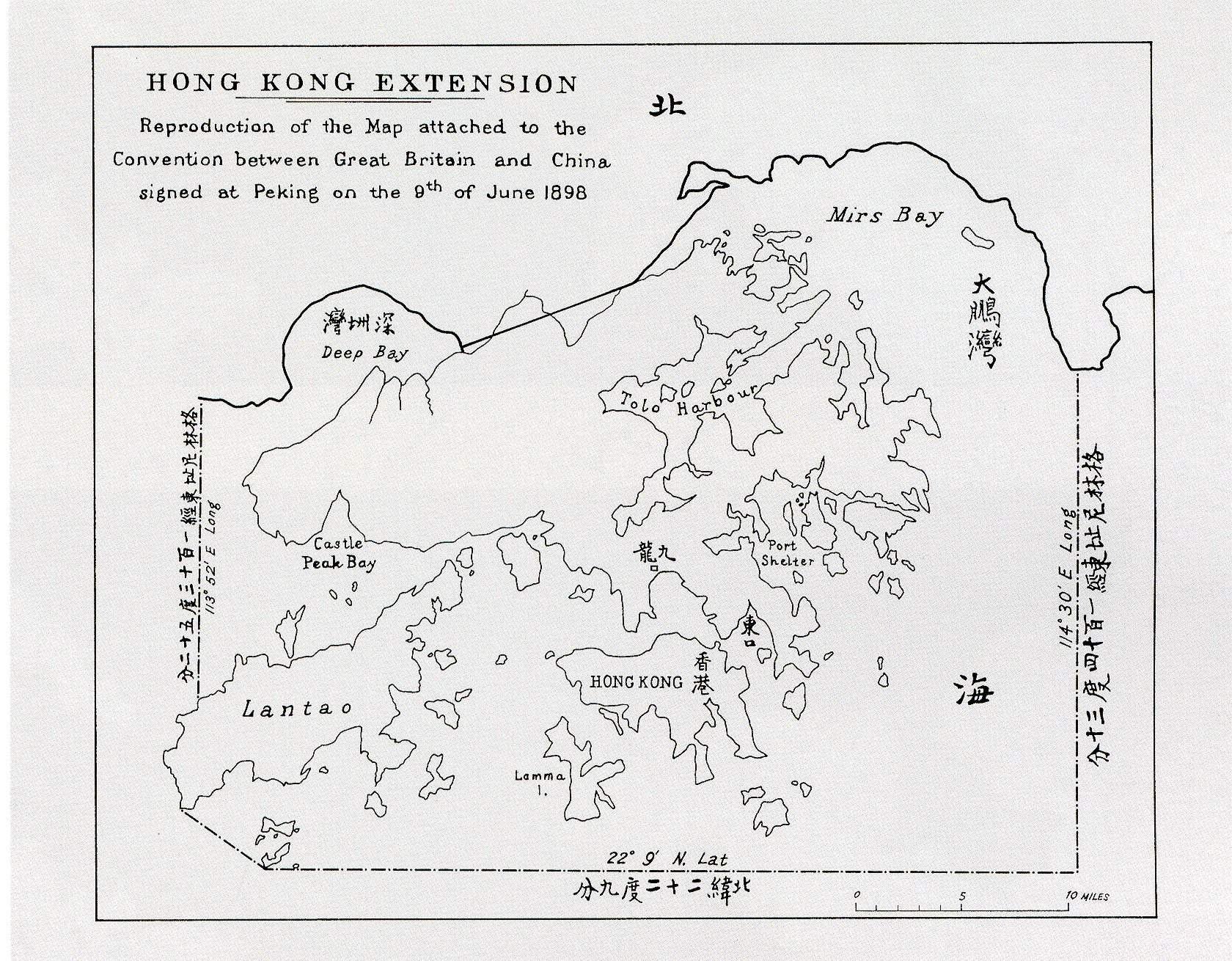
1898年《展拓香港界址專條》中之沙田海及吐露港（Tolo Harbour）

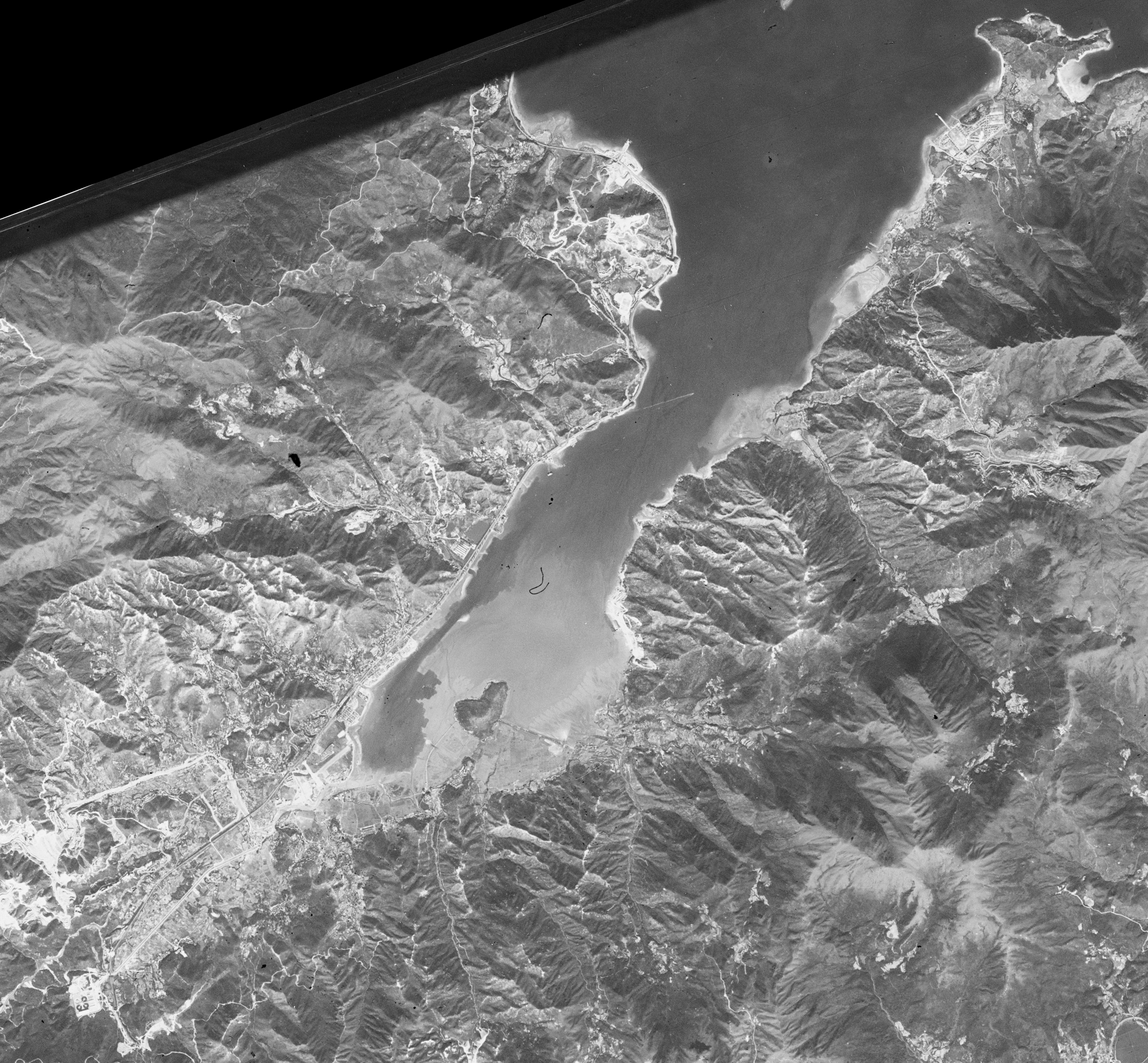
1964年的沙田海

### 名稱
沙田海的英文名稱除了Sha Tin Hoi之外，還有Tide Cove，即潮水灣，當潮漲時，海水便會湧入沙田海。雖然的中譯是小海灣，但沙田海相比香港其他海灣，面積已不算小。

### 發展新市鎮
1970年代香港政府發展沙田新市鎮及興建沙田馬場，遂在沙田海兩岸進行填海工程，形成一條4公里長，200米闊的人工水道，並併入為城門河的一部分。自此沙田海大部分水域，成為了現在城門河兩岸的土地。昔日位於海中央的小島圓洲，成為了沙田區東岸陸地的一部份，並改稱圓洲角。現在馬料水和馬鞍山之間的海灣，仍稱為沙田海。

1950年代的沙田海，對岸是馬鞍山